# パラマタ駅
パラマタ駅（パラマタえき、英語: Parramatta railway station）はニューサウスウェールズ州のパラマタ市パラマタ地区にある、シドニー・トレインズの駅である。

## 概要
シドニー大都市圏の西部に位置し、シドニーにおける主要駅の一つとなっている。1日の乗降客数は約6万人を数え、シドニー中心部の駅以外ではトップの利用客数である。乗り入れ路線としては、近郊電車(Sydney train)がノース・ショア, ノーザン & ウエスタン・ライン、インナー・ウエスト & レッピントン・ライン、カンバーランド・ラインの3路線と、都市間列車(Intercity train)がブルー・マウンテンズ・ラインの計4路線であり、この他にもブロークン・ヒル方面の特急列車が停車する。また、シドニーの鉄道において最初に設置された駅の一つである。

## 歴史
シドニーに最初に建設された鉄道路線はシドニーとパラマタの間で、1855年9月26日に開業した。この当時のパラマタ駅は現在のグランビル駅付近にあったものであり、現在のパラマタ駅は1860年7月4日に当駅まで路線が延長されると同時に開業した。
1985年、メイン・ウェスタン線がグランビル - ウエストミード間で複々線化されるのに先立って駅のリニューアル工事が行われた。これにより、現在の3面4線のホームが完成したほか、駅北東側に地下バスターミナルを新設した。
2003年には、駅に隣接するショッピングセンターを繋ぐバスターミナルの建設が開始し、2006年2月19日にオープンした。
現在、当駅付近にライトレールの路線計画があり、2023年に開業予定である。その際は駅北方に設置されるパラマタ・スクエア停留場で接続となる。

## 駅構造

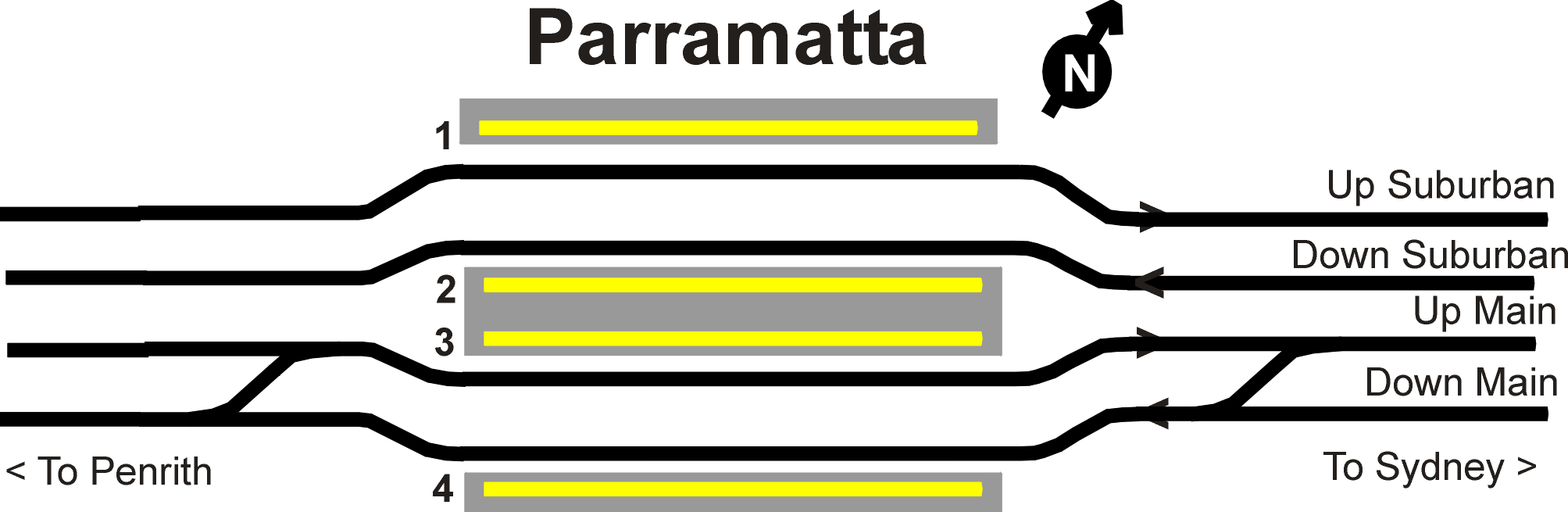
パラマタ駅構内の配線図。

単式ホーム2面2線（ホーム長：209m、235m）とその間に挟まれた島式ホーム1面2線（ホーム長：224m）の計3面4線のホームを有する地上駅である。北側の単式ホームが1番線（上り電車線）、内側の島式ホームの北側が2番線（下り電車線）、南側が3番線（上り列車線）、南側の単式ホームが4番線（下り列車線）となっている。
平日のみインナー・ウエスト・ラインが当駅まで運行されるため、平日の4番線はインナー・ウエスト・ラインの折り返し専用となる。このため線路を共用するカンバーランド・ラインの列車は平日に限って上下線共に3番線を使用している。インナー・ウエスト・ラインの運行されない平日深夜や土休日は、通常通り3番線が上り、4番線は下りホームとして使用される。

### のりば
| 番線 | 路線                                          | 方向 | 行先                                                      |
| ---- | --------------------------------------------- | ---- | --------------------------------------------------------- |
| 1    | ■ブルー・マウンテンズ・ライン                 | 上り | ストラスフィールド、セントラル方面                        |
| 1    | ノース・ショア, ノーザン & ウエスタン・ライン | 上り | セントラル、チャッツウッド、ホーンズビー方面              |
| 2    | ■ブルー・マウンテンズ・ライン                 | 下り | ペンリス、カトゥーンバ、リスゴー方面                      |
| 2    | ノース・ショア, ノーザン & ウエスタン・ライン | 下り | ブラックタウン、エミュー・プレインズ、リッチモンド方面    |
| 3    | インナー・ウエスト & レッピントン・ライン     | 上り | ストラスフィールド、セントラル方面                        |
| 3    | カンバーランド・ライン                        | 南行 | レッピントン方面                                          |
| 3    | カンバーランド・ライン                        | 北行 | スコフィールズ、リッチモンド方面 （平日のみ）             |
| 4    | インナー・ウエスト & レッピントン・ライン     | 上り | ストラスフィールド、セントラル方面                        |
| 4    | カンバーランド・ライン                        | 北行 | スコフィールズ、リッチモンド方面 （平日深夜および土休日） |

## 利用状況
2013年度の1日平均乗車人員は29,840人である。Sydney Trains および NSW TrainLink 管内の駅では第4位である。

## 隣の駅
NSW TrainLink
■ブルー・マウンテンズ・ライン
速達タイプ
ストラスフィールド駅 - パラマタ駅 - （ウエストミード駅） - ブラックタウン駅
停車タイプ
ストラスフィールド駅 - パラマタ駅 - ブラックタウン駅
Sydney Trains
ノース・ショア, ノーザン & ウエスタン・ライン
ハリス・パーク駅 - パラマタ駅 - ウエストミード駅
インナー・ウエスト & レッピントン・ライン
ハリス・パーク駅 - パラマタ駅
カンバーランド・ライン
ハリス・パーク駅 - パラマタ駅 - ウエストミード駅